# Château de la Berraye
Le château de la Berraye est situé à Caden en France.

## Localisation
Le château est situé sur le territoire de la commune de Caden, au lieu-dit la Berraye, dans le département du Morbihan en région Bretagne.

## Description
Le château date des XVIe et XVIIIe siècles, édifice à un étage carré et étage de comble, élévation à travées, construit en moellons de granite. Toiture à longs pans recouverte d'ardoises, pignon découvert, croupe, noue. Escalier hors- œuvre : escalier à vis sans jour.

## Historique
Le château avec sa chapelle est la propriété notamment des Bodrual et des Couessin jusqu'à la Révolution.
Il est inscrit à l'inventaire général du patrimoine culturel en 1979.